# Peperoncino calabrese
Il peperoncino calabrese è il nome comune di una serie di cultivar di peperoncino della Calabria, in Italia.
Appartengono alla specie Capsicum annuum, e hanno una piccantezza media intorno ai 30 000 SU.

## Varietà
Sono note le seguenti cultivar di peperoncino calabrese:
- Calabrese Alberello
- Calabrese Alberello 2
- Calabrese Alberello 3
- Calabrese Alberello 4
- Calabrese Conico
- Calabrese Grosso
- Calabrese Lungo
- Calabrese Piccolo
- Calabrese Sottile
- Calabrese Tondo
- Calabrese Tondo Dolce

## Gastronomia
Possono essere mangiati crudi, sott'olio, essiccati o lavorati in salse e salumi piccanti ('nduja, salsiccia calabrese, soppressata calabrese e spianata calabra.) Può essere mangiato anche con verdure spontanee come cicoria o tarassaco saltati in padella. Accompagna stocco e baccalà e quasi tutti i piatti della tradizione.